# Thomas Stuer-Lauridsen
Thomas Stuer-Lauridsen (Hørsholm, 29 april 1971) is een voormalig Deens badmintonner.
Stuer-Lauridsen won een bronzen medaille op de Olympische Spelen van 1992. Hij verloor in de halve finale van de latere winnaar Alan Budikusuma. Op het wereldkampioenschap van 1993 en het wereldkampioenschap van 1995 behaalde hij eveneens een bronzen medaille. Op de Olympische Spelen van 1996, waar hij de achtste finale bereikte, was hij de vlaggendrager voor Denemarken.
Thomas is de broer van Lisbeth Stuer-Lauridsen, succesvol in het damesdubbel badminton.

## Medailles op Olympische Spelen en wereldkampioenschappen
| Logo van de Olympische Spelen | Onderdeel        | Resultaat |
| ----------------------------- | ---------------- | --------- |
| 1992                          | Mannen enkelspel | Brons     |
| WK                            | Onderdeel        | Resultaat |
| 1993                          | Mannen enkelspel | Brons     |
| 1995                          | Mannen enkelspel | Brons     |